# Brina Bračko
Brina Bračko est une joueuse de volley-ball slovène née le 7 janvier 2000. Elle joue au poste de central.

## Palmarès

### Clubs
Coupe de Slovénie:
- 2018, 2020

MEVZA:
- 2019, 2020
- 2018

Championnat de Slovénie:
- 2018[1],[2], 2019